# Domberghof

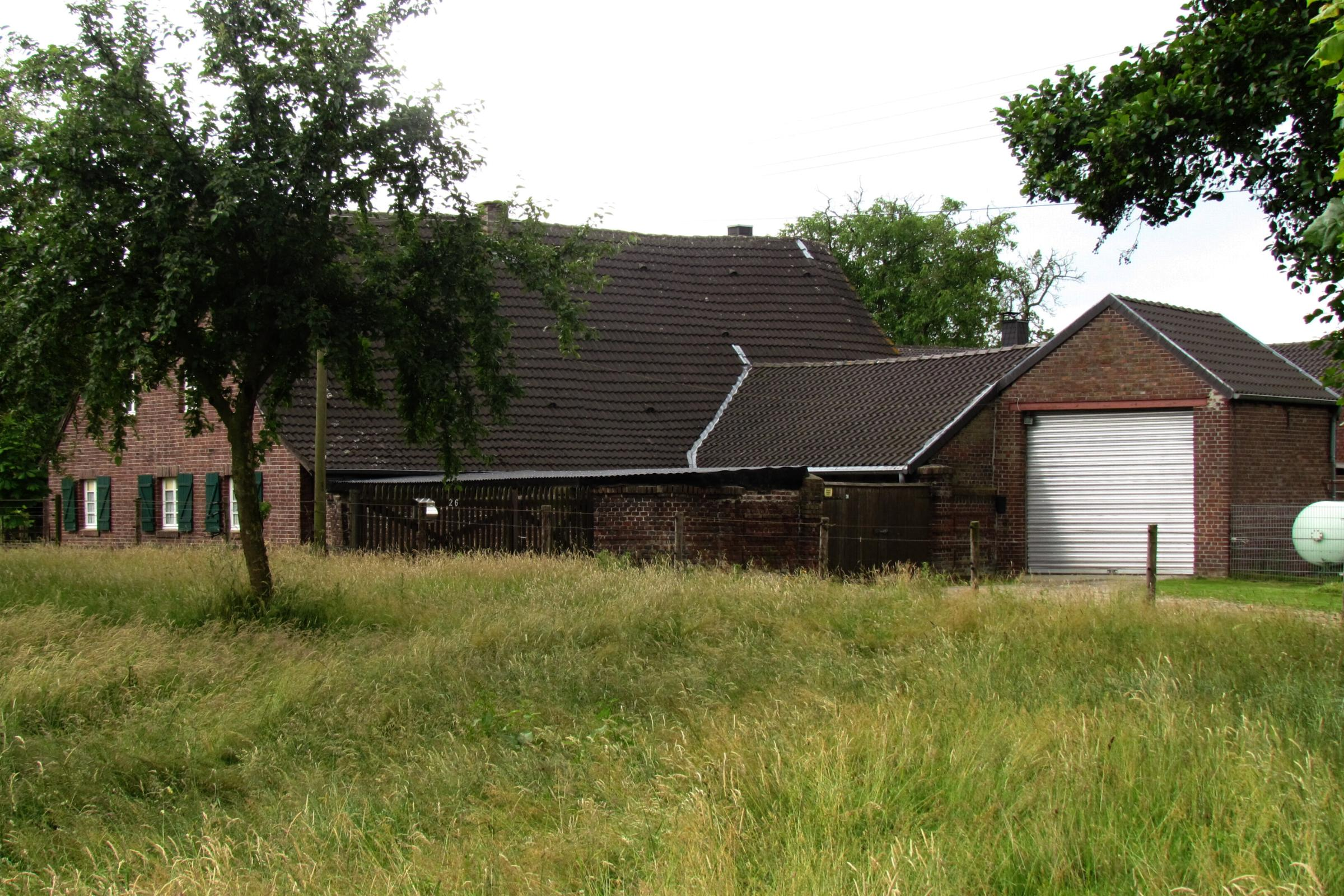
Domberghof

Der Domberghof steht im Ortsteil Herrenshoff in Korschenbroich im Rhein-Kreis Neuss in Nordrhein-Westfalen, Neersener Weg 26.
Das Gebäude wurde 1808 erbaut und unter Nr. 084 am 17. Dezember 1985 in die Liste der Baudenkmäler in Korschenbroich eingetragen, wobei die Scheunentrakte teilweise bereits im 17. Jahrhundert errichtet wurden.

## Architektur
Es handelt sich um eine geschlossene, vierflügelige Fachwerkhofanlage, das eingeschossige Wohnhaus hat nicht durchgezogene Achsen. Die Giebelseite ist modern mit Backstein verkleidet, das Fachwerk hat eine Lehmstakenfüllung. Im Laufe der Jahre wurden an dem Anwesen teilweise Veränderungen vorgenommen.